# North City (Illinois)
Pour les articles homonymes, voir North City.
North City est un village du comté de Franklin dans l'Illinois, aux États-Unis,. Situé à l'est du comté, il est incorporé le 3 décembre 1915.

## Démographie
Lors du recensement de 2010, le village comptait une population de 608 habitants. Elle est estimée, en 2016, à 592 habitants.

## Source de la traduction
- (en) Cet article est partiellement ou en totalité issu de l’article de Wikipédia en anglais intitulé « North City, Illinois » (voir la liste des auteurs).